# Henri Ghéon

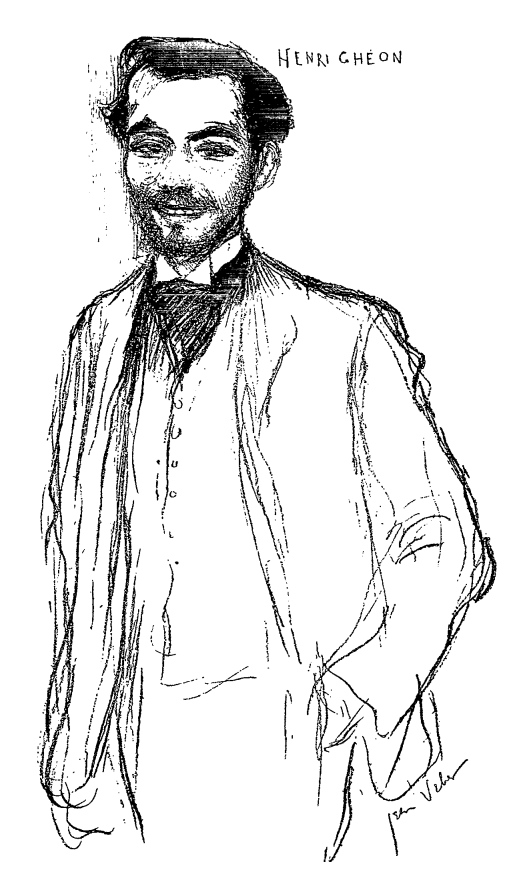
Porträt Henri Ghéons von Jean Veber

Henri Ghéon (eigentlich: Henri-Léon Vangéon, * 15. März 1875 in Bray-sur-Seine; † 13. Juni 1944 in Paris) war ein französischer Schriftsteller.
Ghéon kam 1893 nach Paris, um Medizin zu studieren, begann hier aber bald, Gedichte und Literaturkritiken zu schreiben. 1897 erschien sein erster Gedichtband Chansons d'aube. Im gleichen Jahr lernte er André Gide kennen, mit dem er 20 Jahre lang befreundet war. 1909 gründete er mit Jacques Copeau und Jean Schlumberger die Nouvelle Revue Française, für die er regelmäßig Beiträge verfasste.
Während des Ersten Weltkrieges bekehrte sich Ghéon zum Katholizismus. In der Folgezeit entstanden Heiligenbiographien und mehr als 50 religiöse Dramen und Mysterienspiele, darunter Les Trois Miracles de Sainte Cécile (1919) und Job (1932). Mehrere seiner Werke wurden vertont, so Le Miroir de Jésus von André Caplet und Hendrik Andriessen und Nú von Jamary Oliveira.